# Jevhenija Tymošenko
Jevhenija Oleksandrivna Tymošenko (in ucraino Євгенія Олекса́ндрівна Тимошенко?; Dnipropetrovsk, 20 febbraio 1980) è un'imprenditrice e attivista ucraina, fondatrice e presidente dell'Associazione CHILD.UA. È la figlia dell'ex Primo Ministro dell'Ucraina Julija Tymošenko.

## Biografia
Tymošenko è nata il 20 febbraio 1980 da Oleksandr Tymošenko e Julija Tymošenko a Dnipropetrovsk, Ucraina. Nel 1994 è entrata nella Rugby School nel Regno Unito, diplomandosi nel 1998 e poi specializzandosi alla London School of Economics e Scienze Politiche (LSE), Bsc Government and Economics (2001), Msc Russian and Post-Soviet Studies (2002)
Possiede un ristorante a Dnipropetrovsk e ha ripetutamente affermato che non diventerà una politica.

### L'Associazione "CHILD.UA"
Tymošenko è fondatrice e presidente dell'Associazione "CHILD.UA"  e co-fondatrice del festival d'arte di beneficenza per bambini Follow Your Dream (in ucraino Назустріч Мрії?, Nazustrič Mriï), lavorando con orfani e bambini svantaggiati e promuovendo i diritti umani e lo sviluppo dei talenti e della creatività dei bambini. Jevhenija Tymošenko si prende cura dei bambini con bisogni speciali.   Ha fondato il programma Autism Friendly Space, che mira a sensibilizzare sull'autismo e sviluppare una cultura di tolleranza per le persone con disturbi dello spettro autistico. Durante l'escalation della guerra con la Russia nel Donbass, Jevhenija Tymošenko ha fondato e organizzato, in occasione della Giornata internazionale della pace, The Voice of Peace (in ucraino Голос Миру?, Holos Myru), una maratona di beneficenza in Ucraina che unisce media, affari, artisti e personaggi pubblici ai volontari per aiutare in particolare reduci e  rifugiati.

## Premi
Il 20 ottobre 2012, Tymošenko ha ricevuto la Medaglia del Crans Montana Forum per il suo contributo alla difesa della democrazia e dei diritti umani. Il Crans Montana Forum è stato fondato nel 1986, lavora a stretto contatto con le Nazioni Unite, l'UNESCO, l'Unione Europea e altre istituzioni per garantire la stabilità, la sicurezza e il rispetto dei diritti umani nel mondo.